# Gen'i-dōri
Pour les articles homonymes, voir Gen'i.
Le Gen'i-dōri (玄以通, Gen'i-dōri) est une importante voie du nord de Kyoto, dans l'arrondissement de Kita. Orientée est-ouest, elle débute au Kamo-kaidō, juste avant le pont Kamigamo (ja), et termine au Shichikunishi-dōri.
Avec le Gen'iminami-dōri (玄以南通, Gen'iminami-dōri) au sud et le Gen'ikita-dōri (玄以北通, Gen'ikita-dōri) au nord, elle forme le groupe de rues Gen'i (玄以通, Gen'i-dōri).

## Description

### Situation

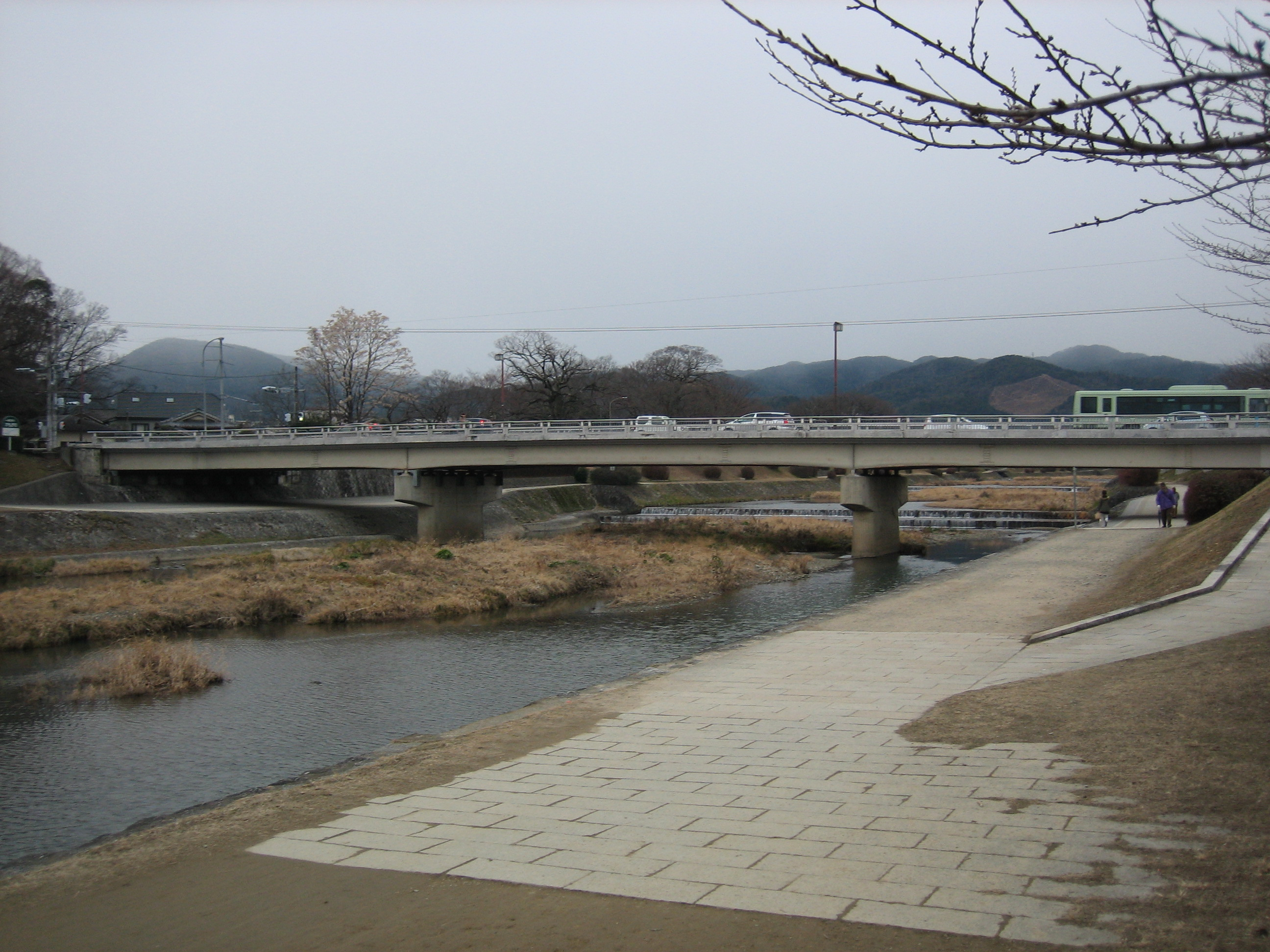
Le pont Kamigamo.

Le Gen'i-dōri est une rue situé au centre de l'arrondissement de Kita,. Elle commence dans le quartier de Koyamakitagen'i-chō (小山北玄以町) et termine dans ceux de Ōmiyahiraki-chō (大宮開町) et de Shichikunishikurisu-chō (紫竹西栗栖町). La rue commence au Kamo-kaidō (加茂街道), juste avant le pont Kamigamo (ja) (上賀茂橋) qui traverse le fleuve Kamo,. Selon certaines sources, la rue continuerait à l'est du pont dans l'arrondissement de Sakyō pour terminer au Takaragaike-dōri (ja) (宝ヶ池通). À l'ouest, elle termine au Shichikunishi-dōri (紫竹西通). Selon d'autres sources, la rue commence à Shinmachi-dōri (ja) (新町通), une rue à l'ouest de Kamo-kaidō et marque l'extrémité nord de Shinmachi-dōri,,. Elle suit le Gen'iminami-dōri (玄以南通) au sud et précède le Gen'ikita-dōri (玄以北通) au nord.
La circulation se fait dans les deux sens, car il y a deux voies. La rue fait environ 1 200 mètres de long,.
Le nom de la rue n'est pas mentionné par des plaques de rues, mais le carrefour Horikawa-Gen'i (堀川玄以) est identifié par une plaque de rue.

### Voies rencontrées
Liste des voies rencontrées,,. Les voies rencontrées de la droite sont mentionnées par (d), tandis que celles rencontrées de la gauche, par (g). Seules les rues portant un nom sont listées.
1. Kamo-kaidō (加茂街道)[2]
2. (g) Shinmachi-dōri (ja) (新町通)[1],[2]
3. Aburanokōji-dōri (ja) (油小路通)
4. Horikawa-dōri (en) (堀川通)[1]
5. Inokuma-dōri (ja) (猪熊通)
6. Ōmiya-dōri (en) (大宮通)[1]
7. Daitokuji-dōri (大徳寺通)
8. Ushiwakahigashi-dōri (牛若東通)
9. Ushiwaka-dōri (牛若通)
10. Funaokahigashi-dōri (船岡東通)[1]
11. Shichikuhigashi-dōri (紫竹東通)
12. Shichikunishi-dōri (紫竹西通)[1],[2]

### Transports en commun

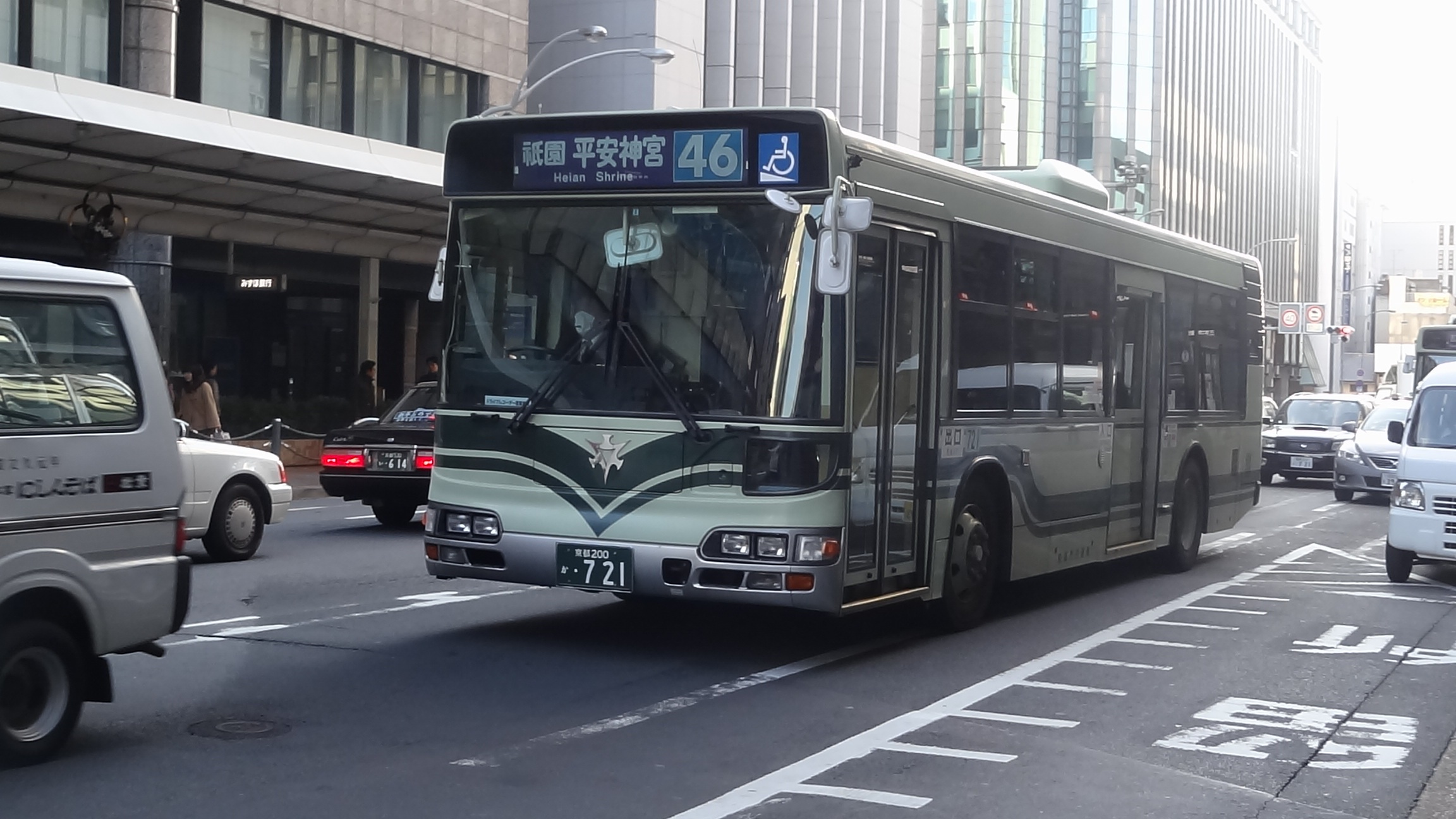
Autobus de la ligne 46 passant dans le centre-ville.

Les bus du réseau d'autobus de Kyoto (ja) passent sur la rue entre Kamo-Kaidō et Horikawa, notamment la ligne 46,.
Les arrêts sur la rue sont Kamigamo-bashi (上賀茂橋, lignes 4, Nord3), au carrefour du pont Kamigamo, Kamo-kaidō et Gen'i et Shinmachi, Shimogishi-chō (下岸町, lignes 4, 9, 37, 46, 67, Spécial 37), au carrefour de Gen'i et Horikawa, Shimotakedono-chō (下竹殿町, lignes 46, Spécial 37), au carrefour de Gen'i et Ōmiya, Ōmiyadaimon-chō (大宮大門町, lignes 46, Spécial 37), au carrefour de Gen'i et Ushiwakahigashi, et Ōmiya Kōtsukōen-mae (大宮交通公園前, lignes 46, Spécial 37), au carrefour de Gen'i et Funaokahigashi.
L'arrêt le plus proche du carrefour avec Shichikunishi est Gentaku-shita (玄琢下, lignes 1, 6, Nord1), au carrefour de Daimonkita, Gentaku-michi (玄琢道) et Shichikunishi.

## Odonymie
Certains noms de quartiers de la ville, comme Koyamakitagen'i-chō (小山北玄以町), qui est traversé par la rue entre Kamo-kaidō et Shinmachi, incluent le nom « Gen'i » (玄以), qui est dérivé de l'ancien quartier Kamogen'i-chō (賀茂玄以町), de l'autre côté du pont Kamigamo. Kamogen'i-chō a été créé en 1918, lors de l'incorporation des sections de village (ja) de Kawaharahacchō (川原八丁) et de Zuinen (隨念) du village de Kamigamo (ja) (上賀茂) à la ville de Kyoto. Une ancienne section de village de Kamigamo aurait peut-être porté le nom « Gen'i » aussi,.
Durant des projets de réorganisation urbaine entre 1935 et 1937, de nouveaux noms de quartiers portant le nom « Gen'i » (玄以) apparaissent, tout comme les quartiers portant les noms « Koyama » (小山) et « Shichiku » (紫竹), tandis que le quartier Kamogen'i-chō finit par disparaître,. Il est théorisé que le nom de rue soit apparu à cette période.
Une autre voie de la rue à l'ouest de Shichikunishi porte un nom similaire, le Gentaku-michi (玄琢道), ou Gentaku-dōri (玄琢通), mais l'origine n'est pas la même.
Similairement à Imamiya-dōri au sud, surnommée Rokken-dōri (六間通, Rokken-dōri), elle est aussi surnommée Kamirokken-dōri (上六間通, Kami (no) rokken-dōri), littéralement « rues de 6 ken du haut », Dû au fait que sa largeur originale était de 6 ken, soit 10,8 mètres[réf. nécessaire].

## Histoire
La rue n'existait pas au XIXe siècle et apparaît durant l'ère Shōwa (1926-1989),. La région était alors encore agricole et se situait dans les villages d'Ōmiya (大宮村) et de Kamigamo (ja) (上賀茂村), plus tard intégrés dans la ville de Kyoto. La rue est créée en 1929, dans sa section de Shinmachi-dōri quelques dizaines de mètres plus loin, et des plans sont dessinés pour la prolonger à l'ouest. En 1933, la rue est prolongée jusqu'à Daitokuji-dōri,. La section à l'ouest de Daitokuji-dōri apparaît après 1953, entre 1960 et 1969.

## Patrimoine et lieux d'intérêt

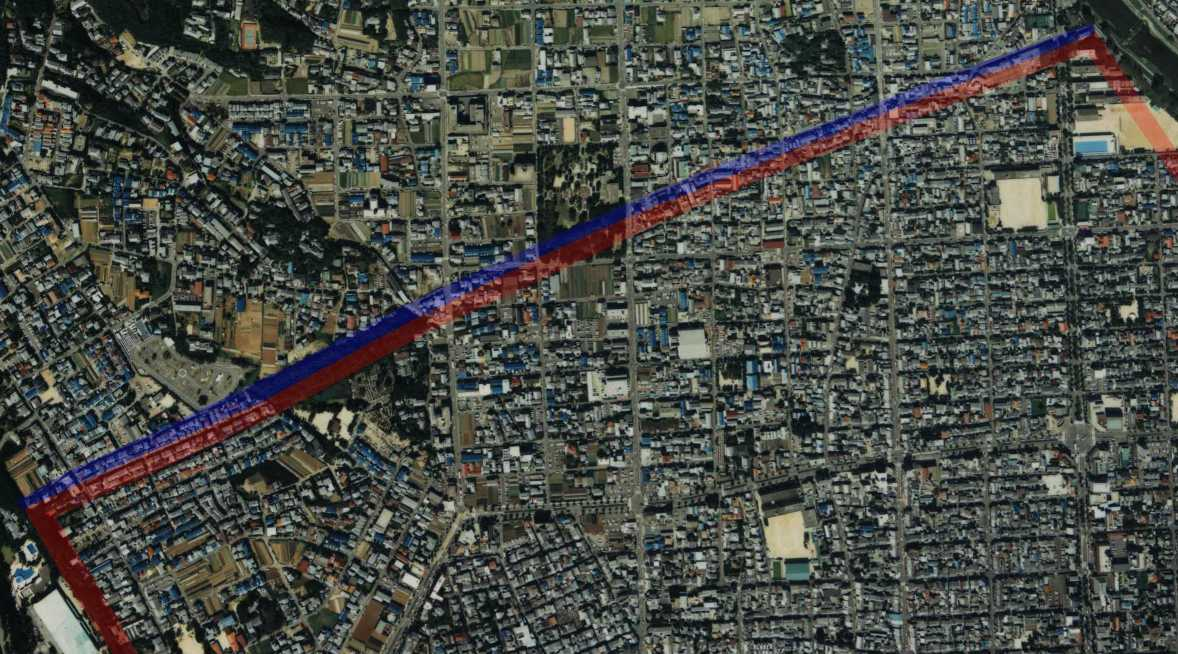
Limite nord de l'Odoi, avec le parc de circulation Ōmiya au centre en forme rectangulaire.

À l'extrémité est se trouve le pont Kamigamo (ja) (上賀茂橋), entre le pont Misono (ja) (御薗橋) et le grand pont Kitayama (北山大橋),. On y trouve aussi entre Horikawa et Inokuma l'école primaire Shichiku (ja) (京都市立紫竹小学校), ainsi que le sanctuaire shinto Kuga-jinja (久我神社) entre Ōmiya et Daitokuji,.
On trouve au carrefour avec Funaokahigashi du côté nord le parc de circulation Ōmiya (ja) (大宮交通公園), un parc de circulation (en), c'est-à-dire un parc où des aménagements reproduisent les éléments de la circulation routière,. Il a été ouvert en 1969 à l'occasion du jour des enfants. On trouve au sud de ce parc le petit sanctuaire shinto Hei'ichi Inari (平一稲荷神社), où est enchâssé le dieu Hei'ichi Daimyōjin.
Tout près se trouve aussi l'arrêt de bus Ōmiya Kōtsukōen-mae (大宮交通公園前), anciennement Ōmiya Odoi (大宮御土居), qui commémore l'Odoi (ja) (御土居), les remparts de terre construits par Toyotomi Hideyoshi au XVIe siècle pour protéger la ville. La section de l'Odoi passant par Gen'i-dōri était la limite nord de la muraille. Elle passe aussi entre Takedono et Gen'ikita pour traverser le parc de circulation. L'Odoi n'y existe plus, mais des parties subsistantes existent sur Gentaku-michi. Dans le secteur du parc de circulation se trouve aussi plusieurs cafés.

Quelques lieux d'intérêts
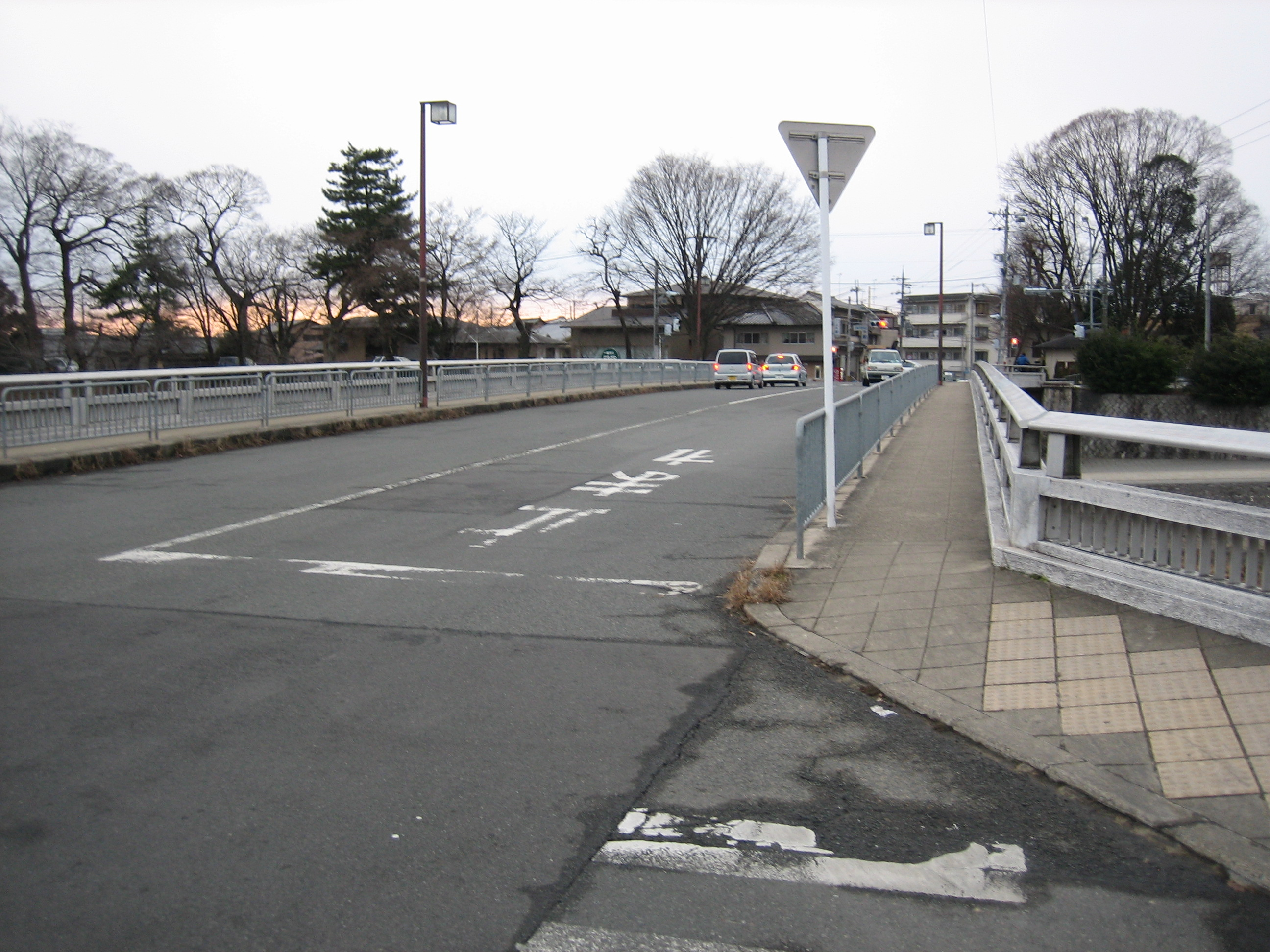
Vue sur le pont Kamigamo
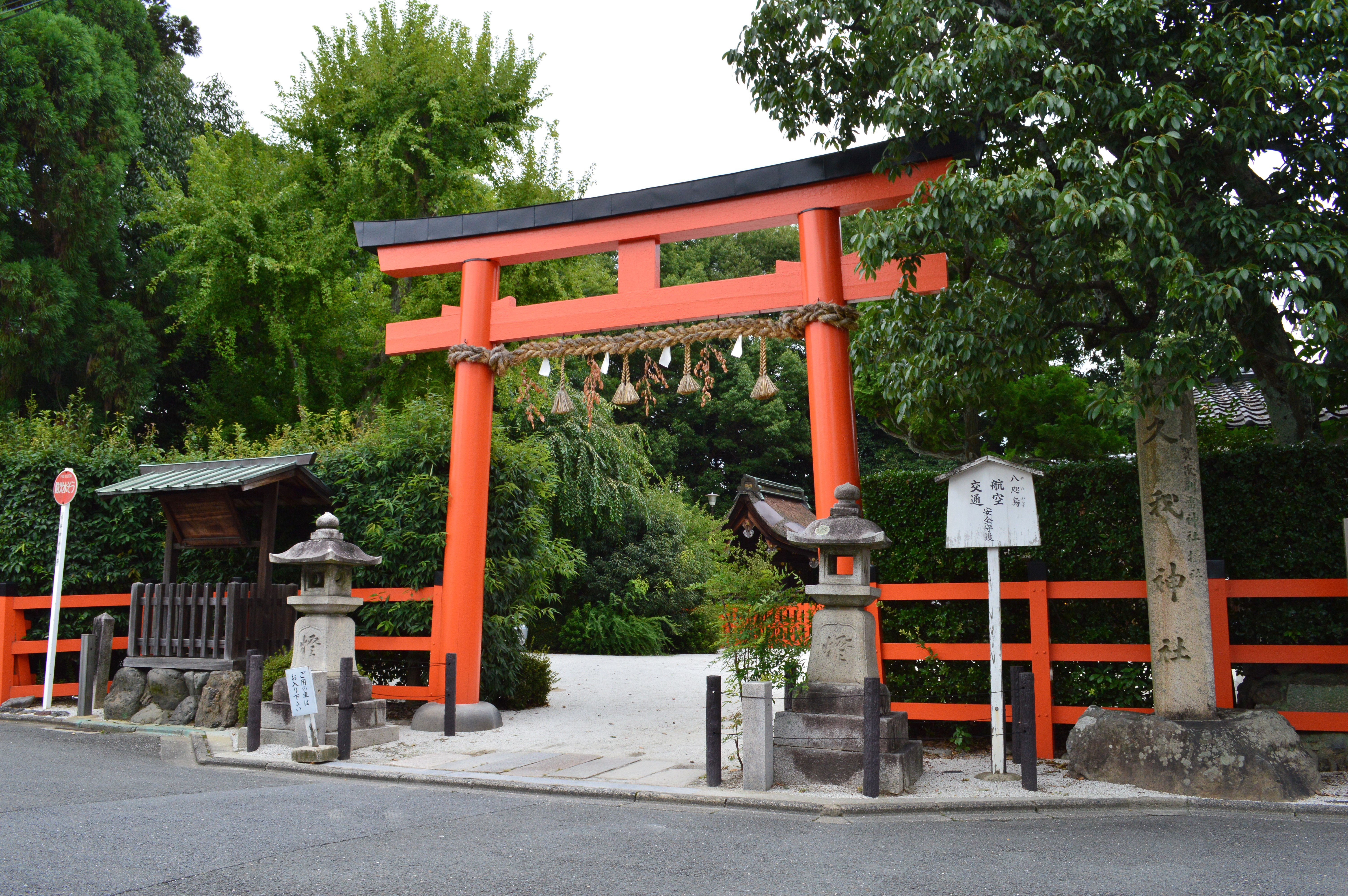
Porte du Kuga-jinja
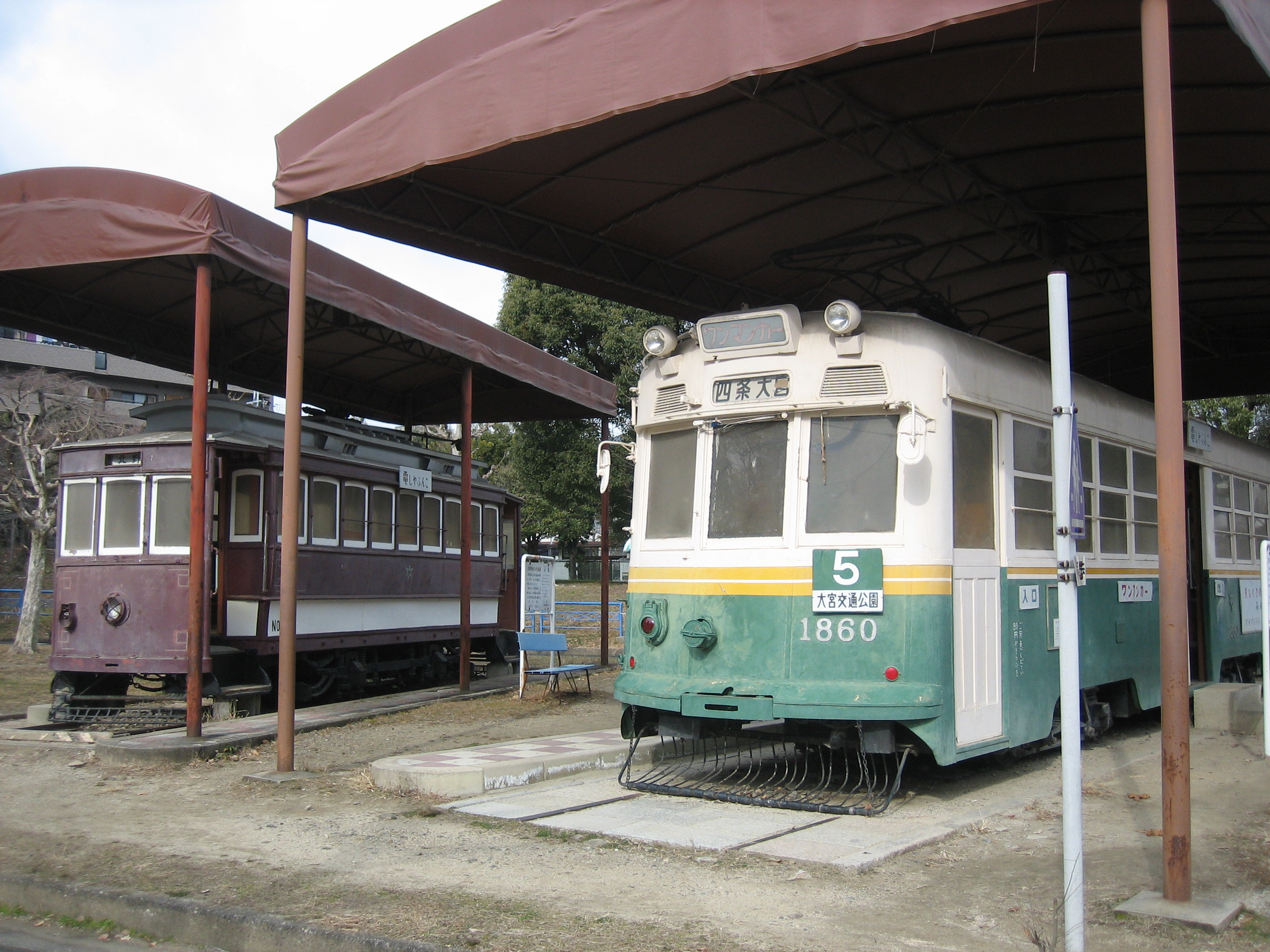
Anciennes voitures du tramway de Kyoto dans le parc de circulation Ōmiya

## Groupe de Gen'i-dōri
Le groupe de Gen'i-dōri fait référence à trois rues orientées est-ouest au nord de Kitaōji-dōri (北大路通), commençant au sud par Gen'iminami-dōri (玄以南通, Gen'iminami-dōri), suivi par Gen'i-dōri (玄以通, Gen'i-dōri) et terminant par Gen'ikita-dōri (玄以北通, Gen'ikita-dōri), au nord. Il est bordé au sud par le groupe de Daimon-dōri (大門通) et au nord par le groupe de Takedono-dōri (竹殿通).

### Gen'ikita-dōri
Gen'ikita-dōri (玄以北通, Gen'ikita-dōri) est une rue commençant à l'est au Kamo-kaidō et terminant à Shichikunishi-dōri, en passant par Aburanokōji-dōri, Horikawa-dōri, Inokuma-dōri, Ōmiya-dōri, Daitokuji-dōri, Ushiwakahigashi-dōri, Ushiwaka-dōri et Funaokahigashi-dōri,,. La rue est interrompue à plusieurs reprises, entre Horikawa et Inokuma, Ōmiya et Daitokuji, et entre Funaokahigashi et Shichikuhigashi. Ainsi, selon certaines sources, elle terminerait à Horikawa-dōri,. La circulation se fait en sens unique de l'ouest vers l'est.
Parmi les lieux d'intérêt qui interrompent la rue sont l'école primaire Shichiku et le parc de circulation Ōmiya.

### Gen'iminami-dōri
Gen'iminami-dōri (玄以南通, Gen'iminami-dōri) est une rue commençant à l'est au Kamo-kaidō et terminant à Shichikunishi-dōri, en passant par Shinmachi-dōri, Aburanokōji-dōri, Horikawa-dōri, Inokuma-dōri, Ōmiya-dōri, Daitokuji-dōri, Ushiwakahigashi-dōri, Ushiwaka-dōri et Funaokahigashi-dōri,,. La rue est interrompue entre Ōmiya-dōri et Daitokuji-dōri. Ainsi, selon certaines sources, la rue terminerait à Ōmiya-dōri,,. Elle est à sens unique de l'est vers l'ouest.

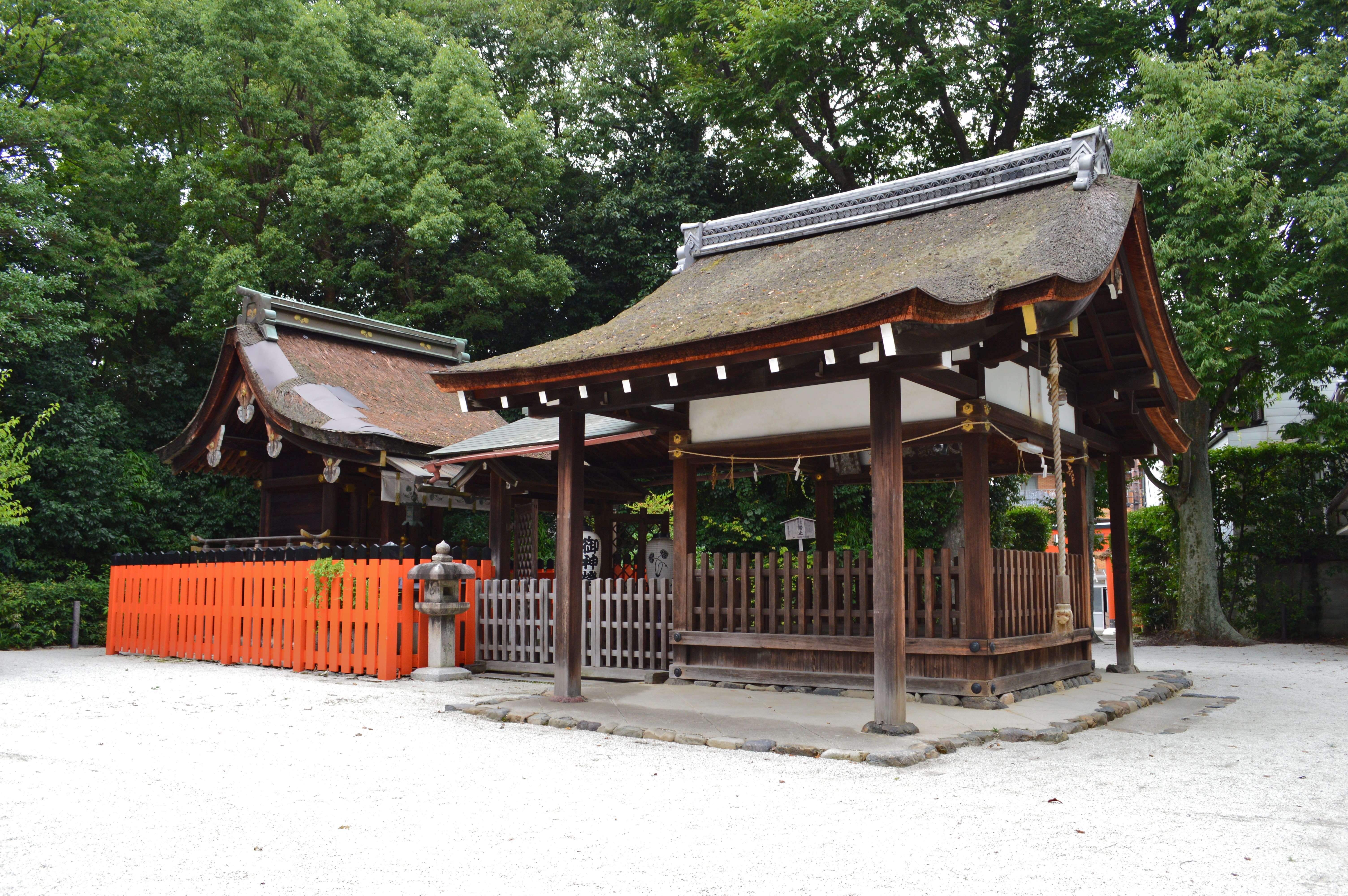
Autel principal du Kuga-jinja.

On y trouve le sanctuaire shinto Kuga-jinja (ja) (久我神社), qui interrompt la rue.